# صفوان بن يحيى
صفوان بن يحيى البجلي هو رجل دين وفقيه شيعي ومن رواة الأحاديث، يشتهر لكونه أحد أصحاب الإجماع، وهو من الثقاة عند الشيعة.

## أقوال الرجاليين
- أحمد بن علي النجاشي: كوفي، ثقة ثقة، عين، وكانت له عنده منزلة شريفة.[1]
- الشيخ الطوسي: أوثق أهل زمانه عند أهل الحديث وأعبدهم، وكان يصلي كل يوم وليلة خمسين ومائة ركعة، ويصوم في السنة ثلاثة أشهر، ويخرج زكاة ماله في كل سنة ثلاث مرات.[2] وقال: وكيل الرضا(عليه السلام)، ثقة.[3]
- الكشي: إنه ممن أجمع أصحابنا على تصحيح ما يصحّ عنه وأقرّوا له بالفقه والعلم[4]
- الفضل بن شاذان: أنا خلف لمن مضى، أدركت محمد بن أبي عمير، وصفوان بن يحيى، وغيرهما، وحملت عنهم منذ خمسين سنة[5]
- محمد بن سنان: من كان يريد المعضلات فإلي، ومن أراد الحلال والحرام فعليه بالشيخ يعني صفوان بن يحيى[6]

## مكانته العلمية وروايته للحديث
- له من المؤلفات ثلاثين كتاباً.
- روى عن أربعين رجلاً من أصحاب جعفر الصادق.
- عدّه الكشي من أصحاب الإجماع المشهود له بالفقه والعلم.
- ويعتبر من رواة الحديث في القرن الثاني الهجري، وقد وقع في إسناد كثير من الروايات بلغت ما يقارب (1181) رواية، عن موسى الكاظم وعلي الرضا ومحمد الجواد.[7]